# Red Liberal (Chile)
Red Liberal es un movimiento político-cultural chileno de centro, fundado en 2010. El movimiento reconoce las distintas familias y vertientes del pensamiento liberal igualitario, liberal demócrata, liberal rawlsiano o socioliberal, y se propone agrupar y servir como plataforma de encuentro para liberales que militan en diversos partidos a lo largo del espectro político chileno.

## Historia
La agrupación fue ideada por Cristóbal Bellolio y Davor Mimica desde enero de 2010 mediante la red social Twitter, incluyendo a expartidarios de las campañas políticas de Marco Enríquez-Ominami, Michelle Bachelet y Sebastián Piñera, y fue lanzada oficialmente el 18 de agosto de 2010 en un acto público. Dentro de sus propuestas están el matrimonio igualitario y adopción homoparental, la legalización de la marihuana, la despenalización del aborto, y el rechazo a todo tipo de discriminación.
En 2012 presentó la precandidatura de Cristóbal Bellolio a la alcaldía de Providencia en las primarias ciudadanas que se realizaron el 13 de mayo. En dicha ocasión Josefa Errázuriz se impuso sobre Bellolio y Javier Insulza.
El 28 de septiembre de 2015, el movimiento anunció la formación de una coalición política junto a Amplitud y Ciudadanos, de cara a las elecciones municipales de 2016. Dicha coalición fue presentada oficialmente bajo el nombre Sentido Futuro el 13 de enero de 2016.
En abril de 2016 Ramsey Lawrence asumió la presidencia del movimiento, sucediendo a Sacha Razmilic. En abril de 2017 asume una nueva directiva encabezada por Manuel Lobos, quien fue reemplazado en 2019 por Jorge Barias.
A partir de 2017, Red Liberal renunció a la vía partidaria y decidió declarase como un "movimiento político cultural no partidario que acoje a todos los socioliberales, donde el foco sea compartir, discutir y aprender entre todos los liberales".

## Directiva

### Comité operativo 2023
- Presidente: Jorge Schiappacasse
- Directores: Paloma Noziglia, Sacha Razmilic, José Gallo, Juan Morales, Francisco León

### Tribunal reglamentario
- Patricio Sainz
- Paola Cabezas
- Pablo Mujica